# Monchu
Monchu, offiziell Ramón Rodríguez Jiménez (* 13. September 1999 in Palma) ist ein spanischer Fußballspieler, der auf der Position des Mittelfelds eingesetzt wird. Er steht ab August 2024 bei Aris Thessaloniki unter Vertrag.

## Karriere

### Jugend und B-Mannschaft
Monchu begann seine fußballerische Laufbahn in seiner Geburtsstadt Palma beim RCD Mallorca. 2012 wurde er von den Scouts des FC Barcelona entdeckt und verpflichtet und spielte bis 2018 in La Masia und teilweise der zweiten Mannschaft. 2016/17 debütierte er für die U19 in der Youth League, in der er mit seinem Team im Halbfinale ausschied. 2017/18 gewann er mit Barça die Youth League und gab sein Debüt für die zweite Mannschaft gegen den FC Cádiz am 15. Dezember 2017 (19. Spieltag). Am Ende der Saison stieg er mit der B-Mannschaft in die Segunda División B ab. In der Saison 2018/19 lief er 31 Mal in der dritthöchsten Spielklasse auf und erzielte dabei zwei Tore und konnte vier weitere vorlegen. In der nächsten Saison traf er bereits achtmal in 26 Spielen und stand mit seinem Team am Ende der Saison in den Aufstiegsplayoffs, in denen er zwei weitere Tore erzielte, mit Barça B jedoch im Finale scheiterte.

### Erste Erfahrungen im Profibereich mit Barcelona und Girona
In der Saison stand er außerdem acht Mal im Kader der Profimannschaft in der Primera División. Des Weiteren gab er sein Debüt bei den Profis im Achtelfinal-Rückspiel der Champions League gegen den SSC Neapel. Für die nächste Saison 2020/21 wurde er an den FC Girona in die Segunda División verliehen. Sein Debüt für Girona gab er am 26. September 2020 (3. Spieltag) bei der 2:0-Niederlage gegen Sporting Gijón, als er im Startaufgebot zu finden war. Am 6. Spieltag schoss er sein erstes Profitor, als er gegen Real Oviedo das 1:0 zum Sieg und Endstand erzielte. Im Spiel zuvor gab er auch schon seine erste Vorlage im Trikot seines Leihklubs. In Girona war er Stammspieler und absolvierte bislang, bis auf eine Rotsperre am 4. November 2020, jedes Spiel, das waren in der gesamten Spielzeit, 43 Liga- und Playoff-Spiele, in denen er drei Tore erzielen und eins vorbereiten konnte.

### Seit 2021: FC Granada
Nach seiner Rückkehr wechselte er ablösefrei zum Ligakonkurrenten FC Granada. Bei einem 0:0-Unentschieden gegen den FC Villarreal spielte er über die vollen 90 Minuten und debütierte somit in der Primera División. Im Januar 2022 wurde er bis Saisonende an Real Valladolid ausgeliehen. Nach Ablauf der Leihe verpflichtete der Verein ihn fest.

## Erfolge
- UEFA Youth League: 2018